# Friedmann-Knoller

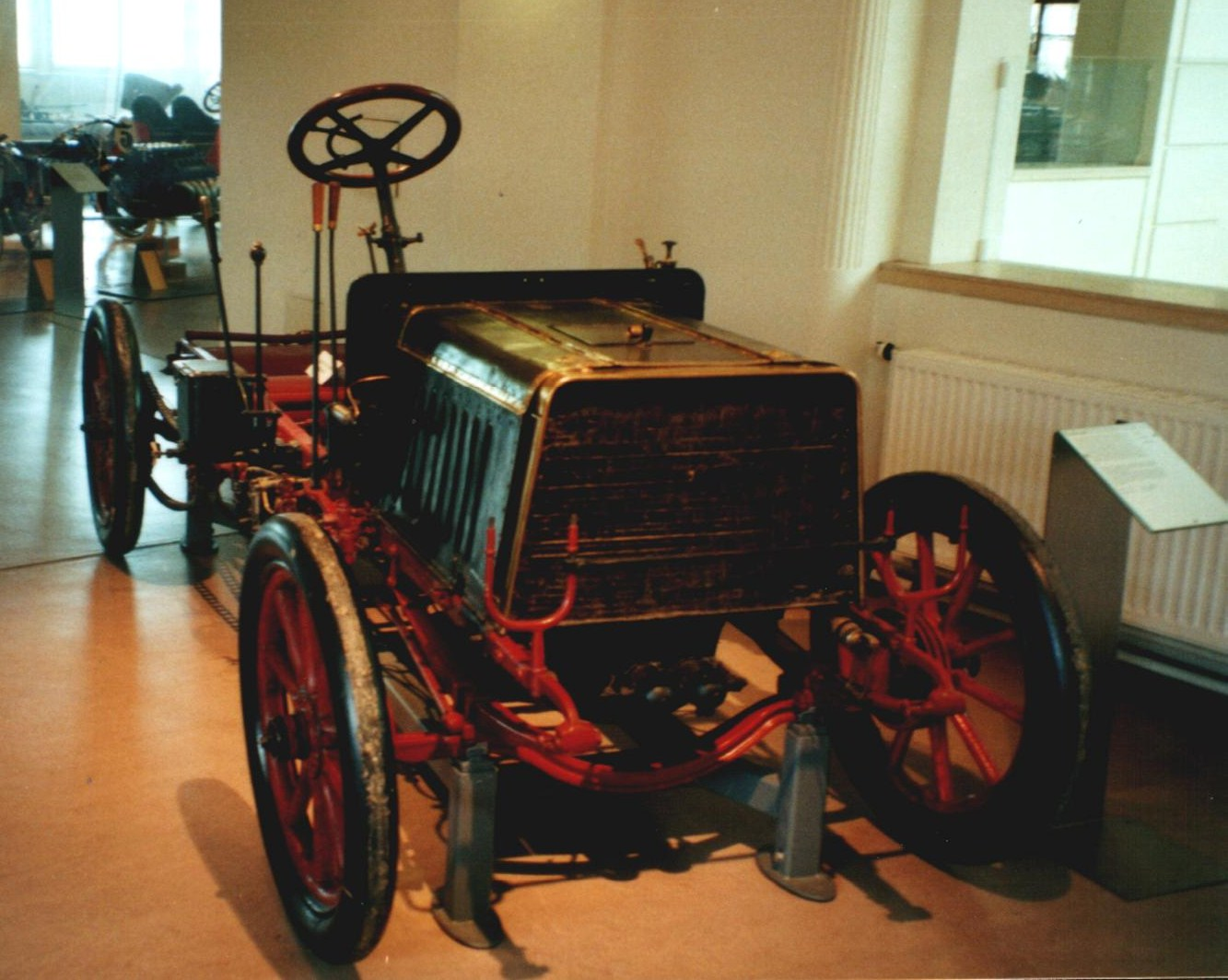
Friedmann-Knoller von 1904

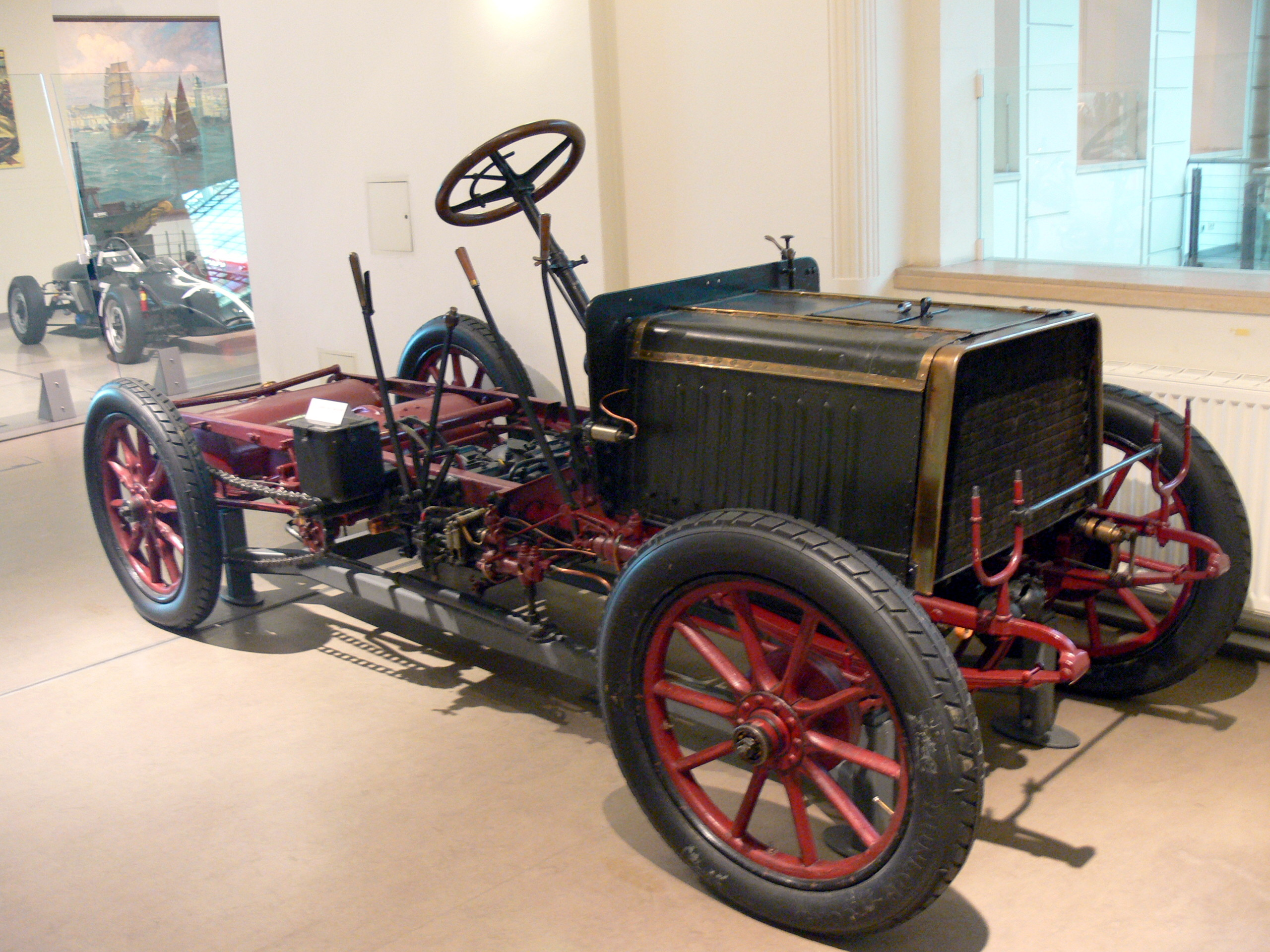
Dampfauto Richard Knoller, 1904

Friedmann-Knoller war ein Hersteller von Automobilen aus Österreich-Ungarn.

## Unternehmensgeschichte
Das Unternehmen Max Friedmann aus Wien begann 1904 mit der Produktion von Automobilen. Nach nur wenigen Exemplaren wurde die Produktion 1910 eingestellt.

## Fahrzeuge
Konstrukteur war Richard Knoller (1869–1926), der sich später als Flugtechniker und Hochschullehrer einen Namen machte. Die von ihm entwickelten Fahrzeuge verfügten über einen Dampfmotor, der den Dampfmotoren von Serpollet ähnelte. Die Kraftübertragung erfolgte über Kette an die Hinterachse.
Ein Fahrzeug dieser Marke ist im Technischen Museum in Wien zu besichtigen.

## Sonstiges
In den Jahren 1900 bis 1910 wurden teils mehr, teils weniger erfolgreiche Dampffahrzeuge gebaut. 1906 wurde mit einem Fahrzeug der Stanley Motor Carriage Company ein Geschwindigkeitsweltrekord bekannt, der über 100 Jahre nicht überboten wurde. Der Stanley Rocket Steamer war über 200 km/h schnell.  